# Denis de La Barde
Denis de La Barde (né dans le Gâtinais en 1600, mort le 22 mai 1675) est un ecclésiastique français qui fut évêque de Saint-Brieuc.

## Biographie
Denis de La Barde, est le fils de Jean seigneur de la Barde et avocat au Parlement de Paris et de Bonne Le Bouthillier, sœur de Victor Le Bouthillier, archevêque de Tours. Son frère Jean est ambassadeur auprès de la Confédération suisse sera anobli en 1640. Il étudie au collège de La Flèche puis à Paris ou il est reçu 1er à la licence de théologie en 1630. Il devient chanoine de la cathédrale Notre-Dame de Paris et prieur de Saint-Voulges à  La Ferté-Milon  il termine ses études de théologie à la Sorbonne et effectue ensuite un Grand Tour qui le mène en Angleterre, Hollande Flandres,  Allemagne et  Italie où il reçoit à Rome son titre de docteur en 1633. Pendant son séjour il effectue des missions diplomatiques pour le compte du roi Louis XIII et du cardinal de Richelieu et obtient la nomination de plusieurs cardinaux français d'Urbain VIII
De retour à Paris il est désigné par la Province ecclésiastique de Sens comme agent général du clergé de France lors de l'assemblée de 1635. À la fin de son « Agence », conseiller et aumônier du roi, il est nommé évêque de Saint-Brieuc le 10 juin 1641, confirmé le 26 mai 1642 et sacré le 6 juillet de la même année par son oncle l'archevêque de Tours dans l'église de la Visitation de Paris avec comme co-consécrateurs François Lefèvre de Caumartin et Étienne de Puget. 
En 1643 il prononce aux États de Bretagne assemblés à Vannes l'oraison funèbre du cardinal de Richelieu. Il est à l'origine en 1644 de la fondation du séminaire de Saint-Brieuc qu'il confie aux prêtres Lazaristes de la Congrégation de la Mission et qui ne sera achevé qu'après sa mort. Il fait également reconstruire en style classique l'Hôtel de Bellescize résidence des évêques de Saint-Brieuc

## Succession apostolique
Denis de La Barde a ordonné les évêques suivants :
- Évêque Bonaventura Rousseau (1658)
- Évêque Pierre Le Neboux de La Brousse (1672)
- Évêque Louis de Baradat (1673)